# International Lawn Tennis Challenge 1912
Der International Lawn Tennis Challenge 1912 war die 11. Ausgabe des Wettbewerbes für Herrennationalmannschaften im Tennis. Das vom 28. bis 30. November 1912 ausgetragene Finale in Melbourne gewannen die Britischen Inseln, und fügten damit Titelverteidiger Australasien die erste Niederlage seit 1906 zu.

## Die Mannschaften

### Weltgruppe
Zum ersten Mal seit 1906 traten wieder mehr als zwei Mannschaften um ein Finalticket an:
| - Frankreich - Britische Inseln - USA |

## Ergebnisse
Die USA traten im Finale der Weltgruppe nicht an, da sie keine Mannschaft formieren konnten. Daher zogen die Britischen Inseln kampflos ins Titelfinale gegen Australasien ein.

|  | Halbfinale 11.–13. Juli      | Halbfinale 11.–13. Juli | Halbfinale 11.–13. Juli |  |  | Finale                | Finale           | Finale |
|  |                              |                         |                         |  |  |                       |                  |        |
|  |                              |                         |                         |  |  |                       |                  |        |
|  | Vereinigte Staaten 48        | USA                     |                         |  |  |                       |                  |        |
|  |                              | Freilos                 |                         |  |  |                       |                  |        |
|  |                              |                         |                         |  |  | Vereinigte Staaten 48 | USA              |        |
|  |                              |                         |                         |  |  | Britische Inseln      | Britische Inseln | w.o.   |
|  | Dritte Französische Republik | Frankreich              | 1                       |  |  |                       |                  |        |
|  | Britische Inseln             | Britische Inseln        | 4                       |  |  |                       |                  |        |
|  |                              |                         |                         |  |  |                       |                  |        |

## Finale
| Australasia                                                           | Finale | Britische Inseln                                                    |
| --------------------------------------------------------------------- | --- | ------------------------------------------------------------------- |
| Team Norman Brookes Rodney Heath Alfred Dunlop Kapitän Norman Brookes | Datum: 28. bis 30. November 1912 Ort: Albert Ground, Melbourne (Australien) Belag: Rasen \| Norman Brookes \| 6:8, 3:6, 7:5, 2:6 \| James Parke \| \| Rodney Heath \| 7:5, 4:6, 4:6, 4:6 \| Charles Dixon \| \| Norman Brookes Alfred Dunlop \| 6:4, 6:1, 7:5 \| Alfred Beamish James Parke \| \| Norman Brookes \| 6:2, 6:4, 6:4 \| Charles Dixon \| \| Rodney Heath \| 2:6, 4:6, 4:6 \| James Parke \| Resultat: 2:3 | Team James Parke Charles Dixon Alfred Beamish Kapitän Charles Dixon |
| Norman Brookes                                                        | 6:8, 3:6, 7:5, 2:6 | James Parke                                                         |
| Rodney Heath                                                          | 7:5, 4:6, 4:6, 4:6 | Charles Dixon                                                       |
| Norman Brookes Alfred Dunlop                                          | 6:4, 6:1, 7:5 | Alfred Beamish James Parke                                          |
| Norman Brookes                                                        | 6:2, 6:4, 6:4 | Charles Dixon                                                       |
| Rodney Heath                                                          | 2:6, 4:6, 4:6 | James Parke                                                         |